# Vysílač Krížava
Vysílač Krížava (1451 m) je rozhlasový a televizní vysílač na Slovensku. Nachází se na stejnojmenném vrchu v pohoří Lúčanská Malá Fatra, mezi městy Žilina a Martin.

## Konstrukce
Konstrukce sloupu má výšku 116 m a je podobná s vysílačem Kráľova hoľa. Do provozu byl uveden 23. ledna 1970, kdy začal jako první vysílač v ČSSR šířit televizní signál v barvě. Definitivní vysílač 2. programu byl na Krížavě spuštěn 9. května 1973.
Vedle vysílače se nachází volně stojící ocelová telekomunikační věž, jak i velká obslužná budova. Součástí vysílacího střediska je i pracoviště pro řízení letového provozu, monitorující vzdušný prostor nad Slovenskem.
Patří mezi výkonné vysílače na Slovensku, a díky vysoké nadmořské výšce je jeho signál dostupný na velké části Slovenska. Prioritně má pokrýt Horní Pováží, Turiec, Kysuce a část Horní Nitry, přesahy umožňují přijímat signál i v Liptově, Oravě, Středním Pováží, části Moravy a Slezska i v Podunajské nížině.
Antény digitálního rozhlasového vysílání se nacházejí ve výšce 82 m, tj. v nadmořské výšce 1533 m n. m.

## Poloha
Středisko patří mezi nejvýkonnější vysílače na Slovensku a díky značné nadmořské výšce je jeho signál dostupný na velké části území země. Prioritně má pokrýt Horní Pováží, Turec, Kysuce a část Horní Nitry, ale přesahy umožňují přijímat signál i na Liptově, Oravě, Středním Považí, části Moravy a Slezska, ale nezřídka i v Podunajské nížině.
Signál, šířený z Krížavy navazuje na vysílače Velká Javořina, Nad oborou, Suchá hora, Kráľova hoľa, Úložisko a Magurka.
K vysílači vede asfaltová cesta z Vrútek. Značkované chodníky na Krížavu vedou z Turie a města Martin, a také ze sousedních vrcholů hřebene.

## Vysílané stanice

### Televize
Z Krížavy jsou šířeny následující slovenské multiplexy:
|        | Multiplex    | Kanál | Kmitočet | Výkon (ERP) | Polarizace |
| ------ | ------------ | ----- | -------- | ----------- | ---------- |
| DVB-T2 | 1. multiplex | 47    | 682 MHz  | 10 kW       | vertikální |
| DVB-T  | 2. multiplex | 35    | 586 MHz  | 10 kW       | vertikální |
| DVB-T  | 3. multiplex | 32    | 562 MHz  | 7,943 kW    | vertikální |
| DVB-T2 | 4. multiplex | 30    | 546 MHz  | 10 kW       | vertikální |

### Rozhlas
Přehled rozhlasových stanic vysílaných z Krížavy:
|    | Stanice             | Kmitočet  | Výkon (ERP) | Polarizace   |
| -- | ------------------- | --------- | ----------- | ------------ |
| FM | Rádio FM            | 94,5 MHz  | 20 kW       | horizontální |
| FM | Rádio Devín         | 97,2 MHz  | 20 kW       | horizontální |
| FM | Fun Radio           | 99,2 MHz  | 20 kW       | horizontální |
| FM | Rádio Regina        | 100,1 MHz | 20 kW       | horizontální |
| FM | Rádio Slovensko     | 103,5 MHz | 20 kW       | horizontální |
| FM | Rádio Jemné Melódie | 106,9 MHz | 3 kW        | horizontální |

Z Krížavy se vysílá i digitální rozhlas DAB+:
Testovací provoz digitálního rozhlasového vysílání ve standardu DAB+ byl zahájen 31. května 2017. Multiplex obsahuje deset programových služeb.
|      | Multiplex     | Kanál | Kmitočet    | Výkon (ERP) | Polarizace |
| ---- | ------------- | ----- | ----------- | ----------- | ---------- |
| DAB+ | DAB+ Towercom | 12A   | 223,936 MHz | 2 kW        | vertikální |